# Richtkanonier

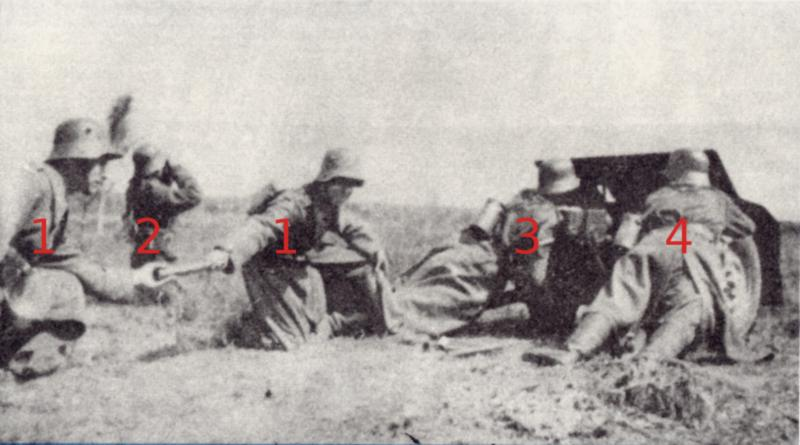
Polnischen Soldaten mit einer Bofors 37-mm-PaK (1938)
3. Richtkanonier (stv. Geschützführer)

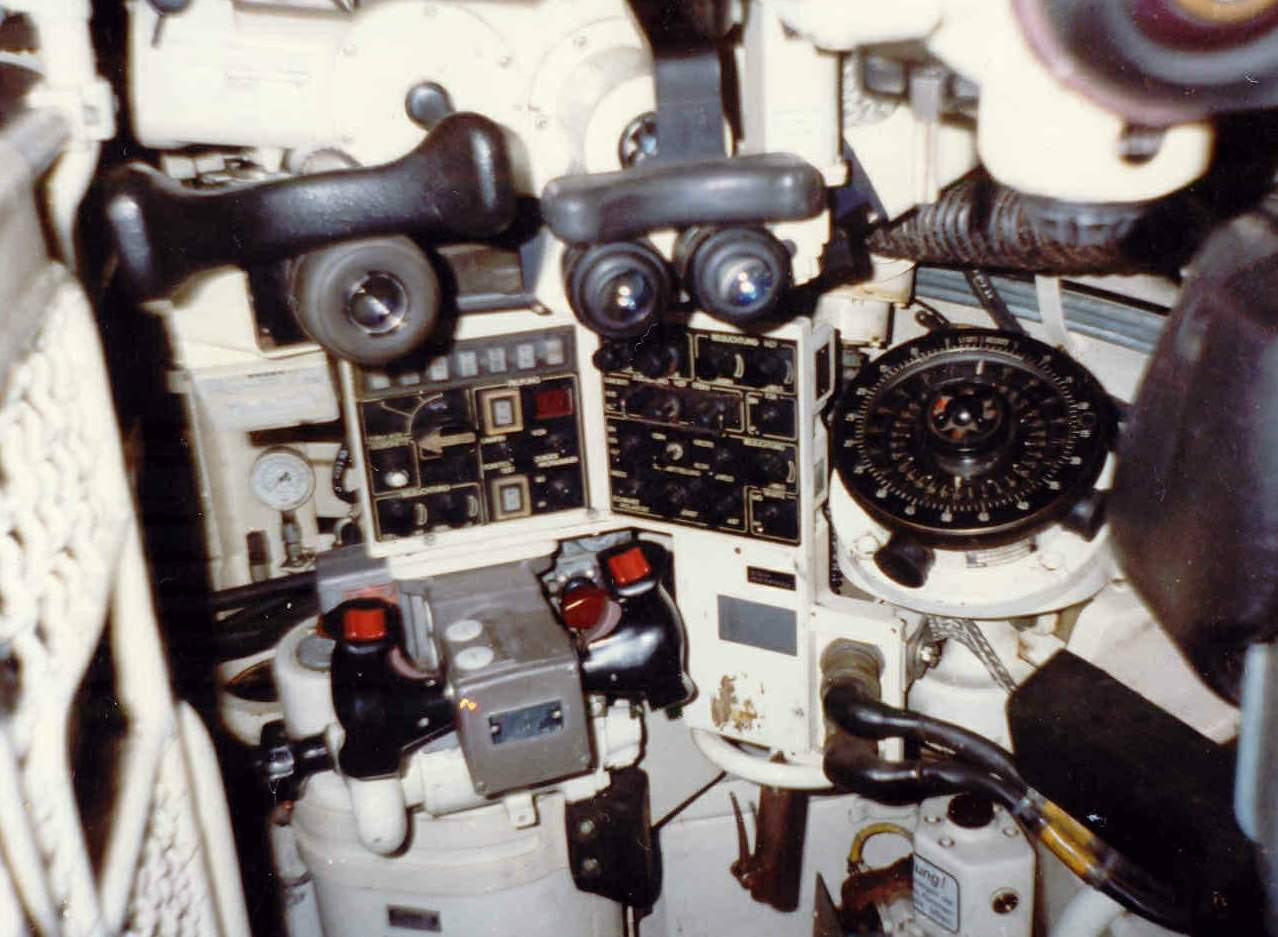
Gefechtsposition Richtschütze im Leopardpanzer

Richtkanonier (kurz: K1) ist die in der Artillerietruppe allgemein übliche Bezeichnung für den Kanonier, der für das Richten des Geschützes auf das Ziel nach Azimut (Richten horizontal / Horizontalschwenk) und Elevationswinkel (Richten vertikal / Vertikalausrichtung) verantwortlich ist. In Abwesenheit des Geschützführers wird dieser in der Regel durch den K1 vertreten.

## Besonderheiten
Abweichend von der in der Artillerietruppe gebräuchlichen Bezeichnungen können für geschütztypische Tätigkeiten der betreffenden Kanoniere andere Begriffe Verwendung finden.
In der Panzertruppe der Bundeswehr beispielsweise werden für die Handhabung der Kampfwagenkanone im gleichen Wortsinn folgende Begriffe benutzt:
- Richtschütze (für Richtkanonier, oder K1) und
- Ladeschütze (für Ladekanonier, oder K2)

Panzerabwehrlenkwaffen
- Lenkschütze ist die allgemein übliche Funktionsbezeichnung für Controller von Panzerabwehrlenkwaffen der Bundeswehr
- Richtlenkschütze ist die spezielle Funktionsbezeichnung für den Controller einer Panzerabwehrlenkrakete (beispielsweise PALR / SPz BMP-1)